# Louis Sachar
Louis Sachar (/ˈsækər/ SAK-ər; East Meadow, 20 maart 1954) is een Amerikaanse auteur van jeugdromans. Hij is vooral bekend van de Wayside School-serie en de roman Holes, die in Nederland werd uitgebracht onder de titel Gaten.
Holes won in 1998 de Amerikaanse National Book Award voor jeugdliteratuur en in 1999 de Newbery Medal voor de "meest opvallende bijdrage aan de Amerikaanse kinder- en jeugdliteratuur" van dat jaar. In 2003 stond het boek op plek 83 van The Big Read. In 2013 werd het boek opgenomen in de Top 100 van beste kinderboeken van de afgelopen 100 jaar, samengesteld door de New York Public Library.

## Biografie
Sachar werd geboren in 1954 in het Meadowbrook Hospital in East Meadow (New York), in een religieus Joods gezin. Als kind volgde hij zowel de Hebreeuwse school als de zondagsschool. Na zijn middelbareschooltijd aan Tustin High School studeerde hij kort aan Antioch College, waarna hij overstapte naar de Universiteit van Californië in Berkeley. Tijdens zijn studie begon hij met het helpen op een basisschool, waarvoor hij drie studiepunten kreeg.

Sachar herinnerde zich later:
"Ik dacht erover na en vond het een goede deal: studiepunten, geen huiswerk, geen werkstukken, geen toetsen – alles wat ik hoefde te doen was helpen in een klas van groep 4/5 op Hillside Elementary School. Naast het assisteren in de klas werd ik ook de toezichthouder tijdens de pauzes – bij de kinderen stond ik bekend als 'Louis de pleinmeester'. Het werd mijn favoriete college vak, en een ervaring die mijn leven veranderde."
In 1976 studeerde hij af aan UC Berkeley met een graad in economie. Hij begon toen te werken aan Sideways Stories From Wayside School, een kinderboek dat zich afspeelt op een basisschool met bovennatuurlijke elementen. De personages in het boek kregen namen van kinderen van Hillside, en er is een autobiografisch karakter genaamd “Louis de pleinmeester”. Toch gaf Sachar later aan dat hij weinig uit eigen ervaring haalt, met de verklaring: “Mijn persoonlijke ervaringen zijn nogal saai. Wat ik in mijn boeken stop, moet ik verzinnen.”
Hij schreef het boek 's avonds, gedurende negen maanden, terwijl hij overdag werkte in een truiendistributiecentrum in Connecticut. Nadat hij daar ontslagen werd, besloot hij rechten te gaan studeren. Rond die tijd werd Sideways Stories From Wayside School geaccepteerd voor publicatie. Het boek kwam uit in 1978; het kreeg aanvankelijk weinig verspreiding en verkocht slecht, maar Sachar begon wel een trouwe schare jonge lezers op te bouwen.
In 1980 studeerde hij af aan de University of California, Hastings College of the Law. Hij werkte vervolgens parttime als jurist terwijl hij doorging met het schrijven van kinderboeken. In 1989 verkocht hij voldoende boeken om zich volledig op het schrijven te kunnen richten.
In 1985 trouwde hij met Carla Askew, een schoolbegeleider op de basisschool. Ze wonen in Austin, Texas, en hebben een dochter. Sachar verwees in zijn werk regelmatig naar zijn vrouw en dochter; Carla diende als inspiratie voor de schoolbegeleider in There's a Boy in the Girls' Bathroom (1988) en voor de advocate van Stanley in Holes.

In 2015, op de vraag of kinderen door de jaren heen veranderd zijn, antwoordde Sachar:
“Ik schrijf al sinds 1976, en mijn eerste boek is nog steeds in druk en verkoopt goed. Dus nee, ik denk niet dat kinderen veranderd zijn.”

## Film en televisie
Op 11 april 2003 bracht Disney een verfilming uit van Holes, die wereldwijd 71,4 miljoen dollar opbracht. Hoofdrollen waren er voor Sigourney Weaver, Jon Voight, Patricia Arquette, Tim Blake Nelson en Shia LaBeouf. Sachar schreef zelf het scenario, op verzoek van regisseur Andrew Davis, en heeft een korte cameo in een van de flashback-scènes.
Op 19 november 2005 werd Wayside School aangepast tot een geanimeerde direct-naar-video-special. Twee jaar later werd Wayside een televisieserie van twee seizoenen, uitgezonden op het Canadese Teletoon en op Nickelodeon in de VS.

### Wayside School-serie
- Sideways Stories from Wayside School (1978)
- Wayside School is Falling Down (1989)
- Sideways Arithmetic From Wayside School (1989)
- More Sideways Arithmetic From Wayside School (1994)
- Wayside School Gets A Little Stranger (1995)
- Wayside School Beneath the Cloud of Doom (2020)

### Marvin Redpost-serie
- Kidnapped at Birth? (1992)
- Why Pick on Me? (1993)
- Is He a Girl? (1993)
- Alone In His Teacher's House (1994)
- Class President (1999)
- A Flying Birthday Cake? (1999)
- Super Fast Out of Control! (2000)
- A Magic Crystal? (2000)

### Holes-serie
- Holes (1998) — winnaar van de National Book Award en de Newbery Medal[3][4]
- Stanley Yelnats' Survival Guide to Camp Green Lake (2003)
- Small Steps (2006)

### Overige boeken
- Johnny's in the Basement (1981)
- Someday Angeline (1983)
- Sixth Grade Secrets (1987) (in het VK uitgebracht als Pig City)[15]
- There's a Boy in the Girls' Bathroom (1987)
- The Boy Who Lost His Face (1989)
- Dogs Don't Tell Jokes (1991)
- The Cardturner (2010)
- Fuzzy Mud (2015)

- Bibsys: 48260
- Biblioteca Nacional de España: XX1452532
- Bibliothèque nationale de France: cb135530575 (data)
- Catàleg d'autoritats de noms i títols de Catalunya: 981058581225806706
- CiNii: DA14092313
- Gemeinsame Normdatei: 123090156
- International Standard Name Identifier: 0000 0001 1952 0573
- Library of Congress Control Number: n78023567
- Nationale Bibliotheek van Letland: 000074002
- MusicBrainz: 902aa46d-7473-420c-9913-325b38661813
- Bibliotheek van het Japanse parlement: 00712803
- Nationale Bibliotheek van Tsjechië: xx0001865
- Nationale bibliotheek van Australië: 35825488
- Nationale Bibliotheek van Israël: 987007267319505171
- Nationale en Universitaire bibliotheek Zagreb: 000262373
- Nederlandse Thesaurus van Auteursnamen: 181131153
- LIBRIS: 344458
- SNAC: w6qn8s9g
- Système universitaire de documentation: 057707278
- Trove: 1104815
- Virtual International Authority File: 85317795
- WorldCat: E39PBJjdbFJJY6rrpYKWCFTWDq